# XLVIII Krajowy Festiwal Piosenki Polskiej w Opolu

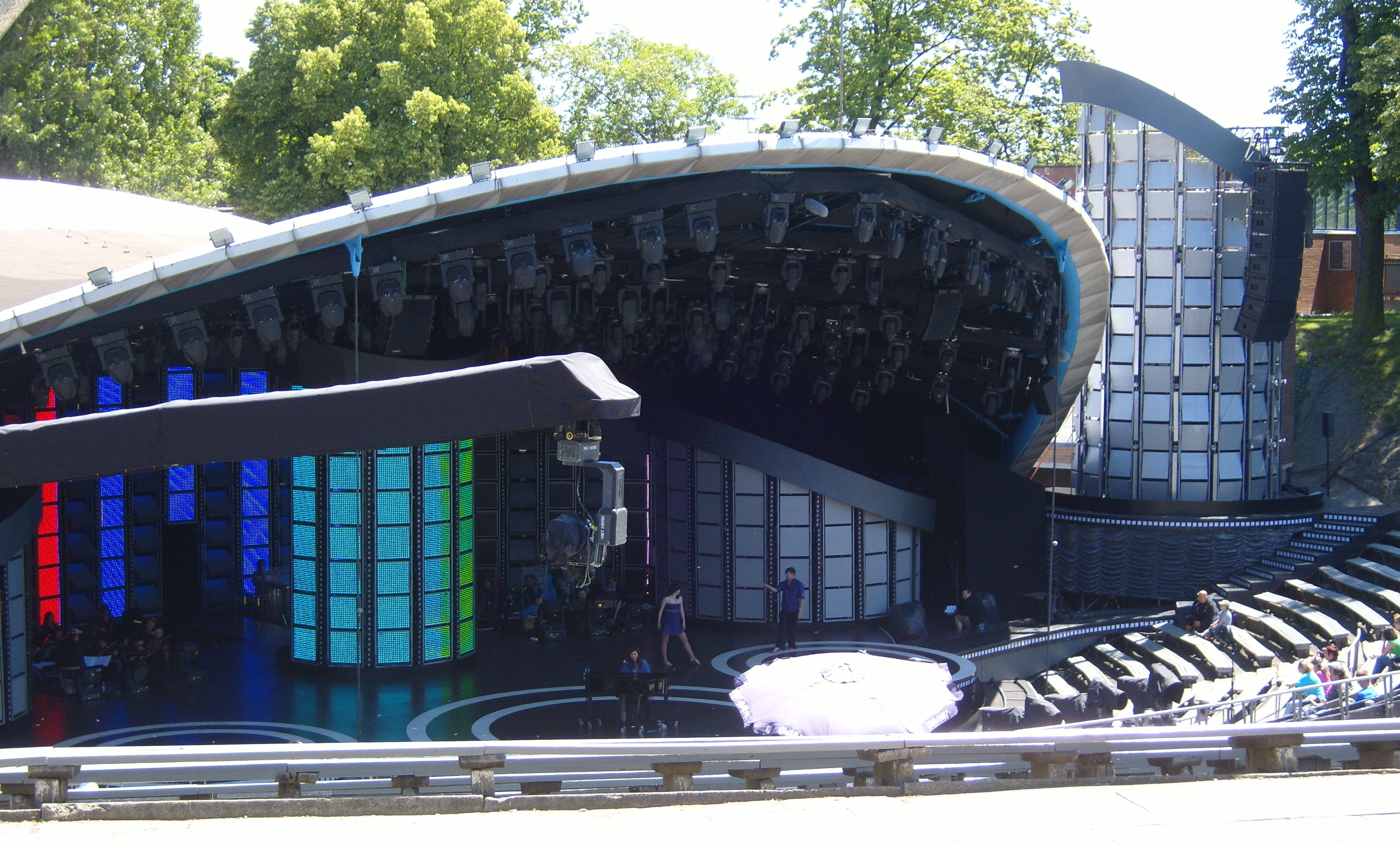
Amfiteatr w Opolu

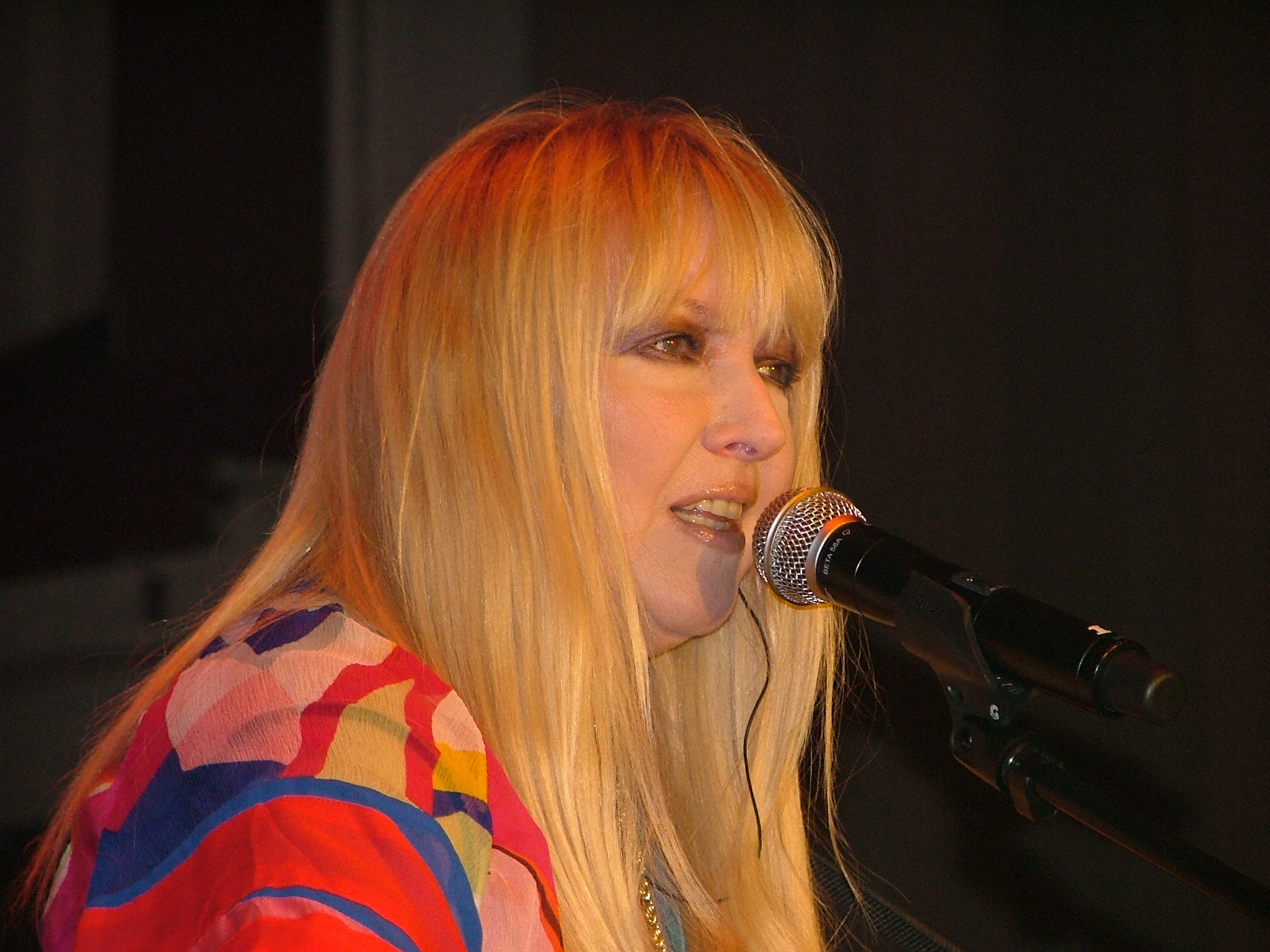
Maryla Rodowicz – zdobywczyni Superjedynki Superjedynek

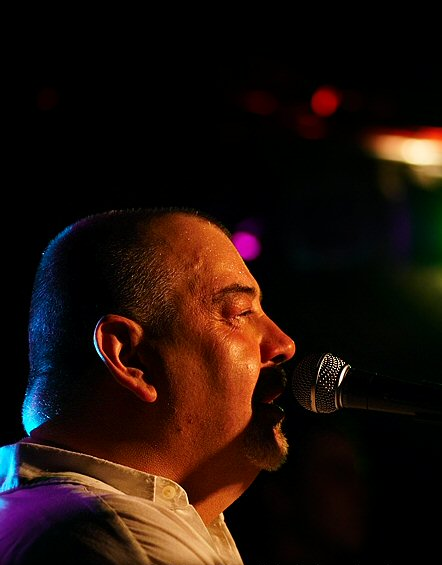
Stanisław Soyka – zdobywca nagrody Grand Prix festiwalu

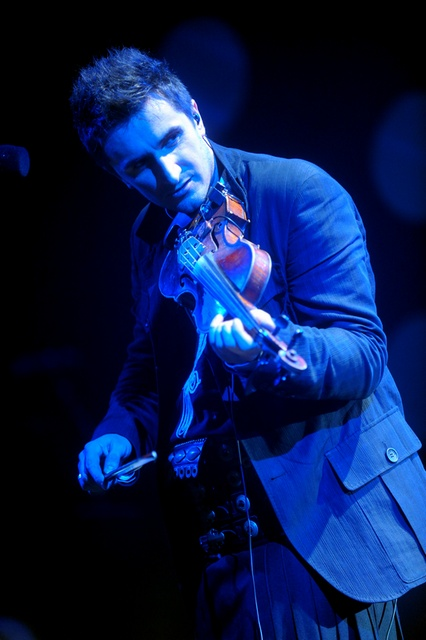
Sebastian Karpiel-Bułecka – wokalista zespoły Zakopower, triumfatora w kategorii Superpremiery

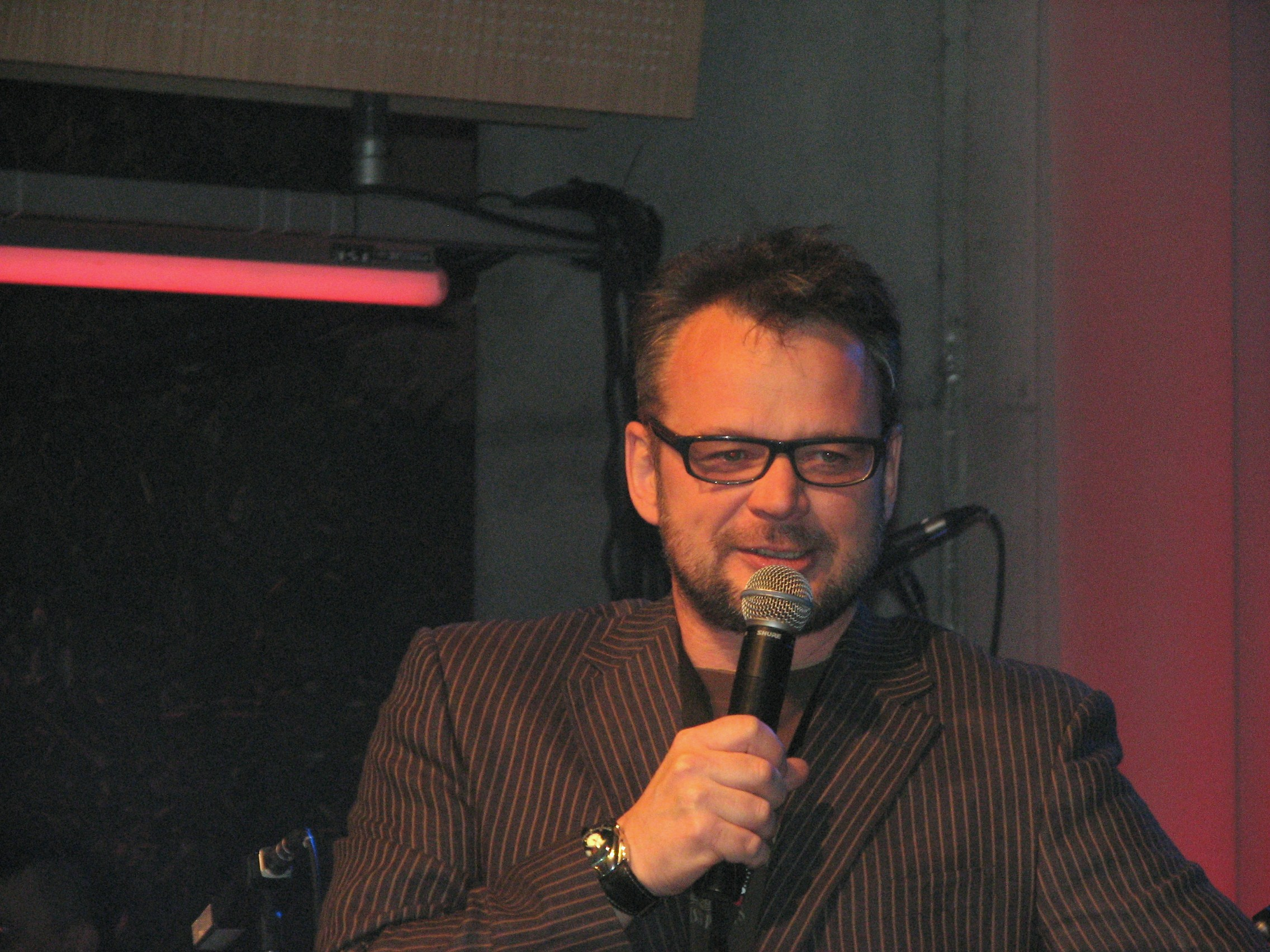
Piotr Bałtroczyk – prowadzący koncertu „Co ty na to? Z radiem Lato”

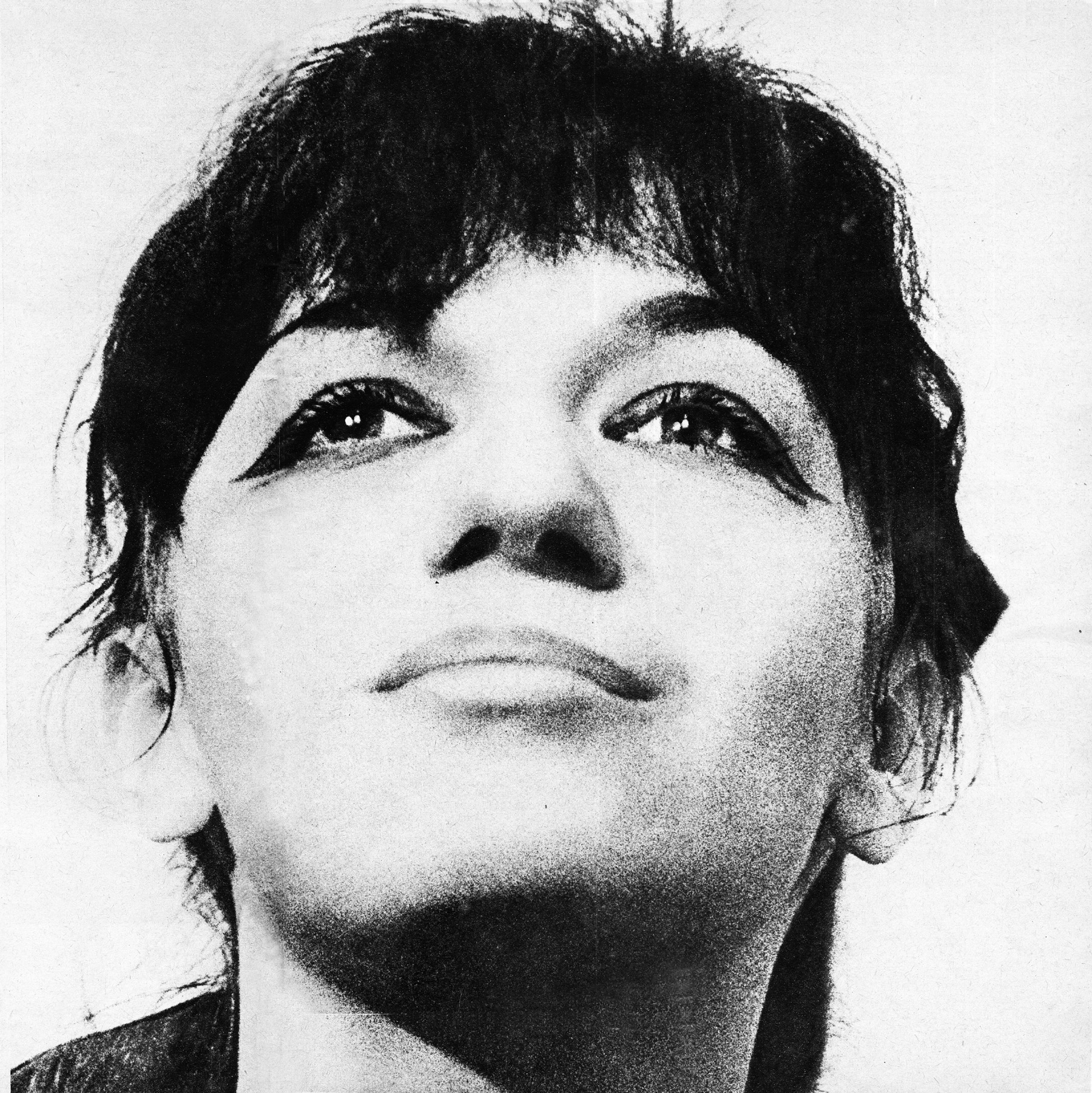
Ewa Demarczyk – zdobywczyni Nagrody Specjalnej TVP

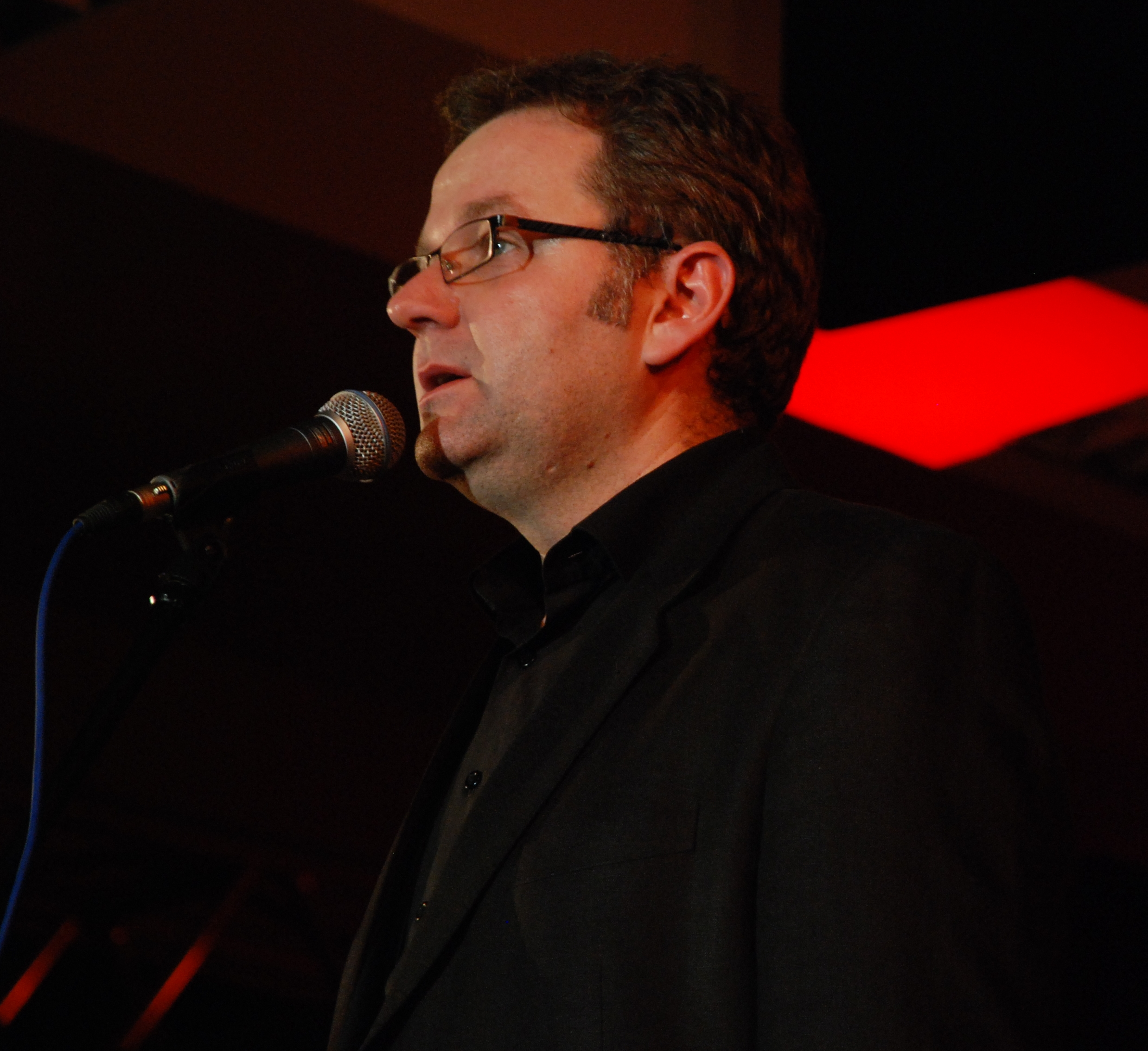
Artur Andrus – prowadzący „Kabaret Off”

48. Krajowy Festiwal Piosenki Polskiej w Opolu odbył się w dniach 10-11 czerwca 2011 r.

## Koncert „Telehity w Teleexpressowym tempie”
Koncert ten zainaugurował festiwal. Odbył się on z okazji 25-lecia programu Teleexpress. Poprowadzili go Maciej Orłoś, Marek Sierocki i Beata Chmielowska-Olech. Podczas koncertu znani polski muzycy zaśpiewali przeboju ostatnich 25 lat. Ponadto wśród widowni szalała kabaretowa „Mariolka” z Kabaretu Paranienormalni.
Wykonawcy:
1. Maryla Rodowicz
  - „Małgośka”
  - „Serduszko puka w rytmie cza-cza” – z repertuaru Marii Koterbskiej
  - „Waka waka (time for Africa) – z repertuaru Shakiry
2. Patrycja Markowska + Marcin Koczot na „ficzeringu”
  - „I can't get no Satisfaction” – z repertuaru The Rolling Stones
  - „Jeszcze raz”
  - „Księżycowy”
3. Kombii
  - „Black and white”
  - „Personal Jesus” – z repertuaru Depeche Mode, Marilyn Manson
  - „Victoria (hotel twoich snów)”
4. Blue Café i Dominika Gawęda
  - „Still havent found what i'm looking for” – z repertuaru U2 i Bono
  - „Do nieba, do piekła”
  - „Buena”
5. Afromental
  - „Smooth criminal” – z repertuaru Michaela Jacksona, Alien Ant Farm
  - „Rollin' with you”
  - „Rock 'n' rollin love”
6. Andrzej Piaseczny
  - „I just called to say I love you” – z repertuaru Steviego Wondera
  - „Jeszcze bliżej”
  - „Chodź, przytul, przebacz”
7. Ryszard Rynkowski
  - „Unchain my heart” – z repertuaru Joe Cockera
  - „Dziewczyny lubią brąz”
  - „Urodziny”

## Koncert „SuperJedynki 2011”
Koncert ten był rozstrzygnięciem konkursu trwającego od 18 kwietnia 2011 r. Ogłoszono wtedy listy pięciu nominowanych w każdej z czterech kategorii. W Opolu zaśpiewali dwaj wykonawcy, którzy otrzymali największą liczbę głosów podczas kilkutygodniowego głosowania. Zwycięzca każdej kategorii został wybierany w osobnym głosowaniu podczas trwania koncertu.
- W kategorii SuperArtysta zwyciężyła Kasia Kowalska, która na scenie amfiteatru w Opolu rywalizowała ze Stanisławem Soyką. We wcześniejszych eliminacjach odpadli: Maryla Rodowicz, Andrzej Piaseczny oraz Patrycja Markowska.

1. Kasia Kowalska zaśpiewała „Arktyka”
2. Stanisław Sojka zaśpiewał „Tango Warszawo”

- Tytuł SuperPrzebój otrzymał utwór „Wiem, że jesteś tam” Anny Wyszkoni. O zwycięstwo ubiegała się także Patrycja Markowska ze swoją piosenką – „Ostatni”. Pozostali nominowani to: Lady Pank („Dziewczyny z byle kim nie tańczą”), Andrzej Piaseczny („Śniadanie do łóżka”) oraz Natalia Kukulska („Wierzę w nas”).

1. Anna Wyszkoni zaśpiewała „Wiem, że jesteś tam”
2. Patrycja Markowska zaśpiewała „Ostatni”

- W kategorii SuperZespół grupa Acid Drinkers pokonała Manchester oraz wyeliminowanych przed festiwalem: Habakuk, Młynarski Plays Młynarski, a także De Mono.

1. Acid Drinkers zaśpiewali „Hit the Road Jack” – z repertuaru Raya Charlesa
2. Manchester zaśpiewali „Lawendowy”

- SuperPłytą został ogłoszony krążek Maryli Rodowicz „50”, który konkurował z płytą Ewy Farnej „Ewakuacja”. Do koncertu nie zakwalifikowali się Grzegorz Turnau („Fabryka klamek”),  Młynarski Plays Młynarski („Rebeka nie zejdzie dziś na kolację”) oraz Stanisław Soyka („Tylko brać Osiecka znana i nieznana”).

1. Maryla Rodowicz zaśpiewała „Cicha woda” – z repertuaru Zbigniewa Kurtycza
2. Ewa Farna zaśpiewała „Bez łez”

- Ponadto odbył się konkurs na SuperJedynkę SuperJedynek, w którym udział wzięli wszyscy śpiewający podczas koncertu wykonawcy. Nagrodę otrzymała Maryla Rodowicz.

- Nagrodę Grand Prix festiwalu otrzymał Stanisław Soyka.

## Koncert „SuperPremiery 2011”
W koncercie tym pięciu wykonawców konkurowało o tytuł SuperPremiery. Byli to:
- Zakopower – „Boso”
- Kasia Wilk – „Escape”
- Juliusz Nyk z zespołem – „Zapach Nieba”
- Shemoans – „Wracaj do mamy”
- Patricia Kazadi – „Hałas”

Pierwsze miejsce zdobył zespół Zakopower ze swoim wokalistą Sebastianem Karpielem-Bułecka. Na drugim miejscu uplasował się Juliusz Nyk, a na trzecim Kasia Wilk.

## Koncert „SuperDebiuty 2011”
O zwycięstwo w tym konkursie rywalizowało czterech nieznanych szerokiej publiczności artystów. Zaśpiewali oni piosenki Krzysztofa Klenczona muzyka Czerwonych Gitar w 30. rocznicę jego śmierci. Byli to:
1. zespół Neony zaśpiewali „10 w skali Beauforta” jako jedyny utwór z repertuaru zespołu Trzy Korony.
2. Sławomir Bieniek zaśpiewał „Nikt na świecie nie wie”
3. Michał Bober zaśpiewał „Historia jednej znajomości”
4. Marcin Chudziński zaśpiewał „Kwiaty we włosach”

Zwycięzcą został Marcin Chudziński.

## Kabareton „Kabaret on: kabaretowa gorączka (O)polskich nocy”
Kabaret on zakończył pierwszy dzień festiwalu. Poprowadzili go kabareciarze z grupy Neo-Nówka: Roman Żurek, Michał Gawliński oraz Radosław Bielecki. Podczas występów polscy satyrycy skupili się na prezydencji polskiej w Unii Europejskiej. Byli to:
- Kabaret Moralnego Niepokoju (Robert Górski, Przemysław Borkowski, Mikołaj Cieślak, Rafał Zbieć, Katarzyna Pakosińska)
- Grupa MoCarta (Filip Jaślar, Michał Sikorski, Paweł Kowaluk, Bolesław Błaszczyk)
- Kabaret Paranienormalni (Igor Kwiatkowski, Robert Motyka, Michał Paszczyk)
- Kabaret Skeczów Męczących (Karol Golonka, Jarosław Sadza, Marcin Szczurkiewicz, Michał Tercz)
- Kabaret pod Wyrwigroszem (Beata Rybarska, Łukasz Rybarski, Maurycy Polaski, Andrzej Kozłowski)
- Krzysztof Piasecki

## Koncert „Co Ty na to? Z radiem Lato”
Koncert rozpoczynający drugi dzień festiwalu był zorganizowany z okazji 40-lecia audycji radiowej „Lato z Radiem” koncert „Co ty na to? Z radiem Lato”. Prowadzącym został Piotr Bałtroczyk, znany polski satyryk. Podczas koncertu znani w Polsce artyści wykonali charakterystyczne dla poprzednich 40 lat piosenki.
 W I części koncertu wystąpili: 
1. Halina Mlynkova
  - „Chłopiec z gitarą” z repertuaru Karin Stanek
2. Anna Wyszkoni
  - „Malowana lala” z repertuaru Karin Stanek
3. Anna Józefina Lubieniecka z zespołu Varius Manx
  - „Autostop" z repertuaru Karin Stanek
4. Formacja Nieżywych Schabuff i Olek Klepacz – megamix przebojów:
  - „Klub wesołego szampana”
  - „Da da da”
  - „Lato”
  - „Ławka”
  - „Dziewczyny, bądźcie dla nas dobre na wiosnę” z repertuaru Wojciecha Młynarskiego i Alibabek
5. Zbigniew Wodecki – megamix przebojów:
  - „Opowiadaj mi”
  - „Izolda”
  - „Chałupy welcome to”
  - „Zacznij od Bacha”
  - „Sen o Warszawie” z repertuaru Czesława Niemena
6. Kamil Bednarek i Star Guard Muffin
  - „Dancehall queen” (nowszy)
  - „Dni, których nie znamy” z repertuaru Marka Grechuty
7. Łukasz Zagrobelny
  - „Życie na czekanie”
  - „Powiedz stary, gdzieś ty był” z repertuaru Krzysztofa Klenczona i Czerwonych Gitar
8. Kayah
  - „Na językach”
  - „Za późno” (nowszy)
  - „Nic nie może przecież wiecznie trwać” z repertuaru Anny Jantar

 W II części koncertu wystąpili: 
1. Halina Mlynkova
  - „Czerwone korale” z repertuaru Brathanków
  - „W kinie, w Lublinie” z repertuaru Brathanków
  - „Kobieta z moich snów” (nowszy)
2. Stachursky
  - „Typ niepokorny” polska wersja „The one & only” z repertuaru Chesneya Hawkesa
  - „Na bruku” z repertuaru T.Love i Muńka Staszczyka
3. Varius Manx i Anna Józefina Lubieniecka i Robert Janson
  - „Orła cień”
  - „Przebudzenie” (nowszy)
  - „Poszłabym za tobą” z repertuaru Breakout i Miry Kubasińskiej
4. Ryszard Rynkowski
  - „A gdyby tak”
  - „Zwierzenia Ryśka czyli jedzie pociąg z daleka”
  - „C'est la vie” z repertuaru Andrzeja Zauchy
5. Anna Wyszkoni
  - „Z ciszą pośród czterech ścian”
  - „Czy ten Pan i Pani”
6. Anna Wyszkoni i Marek Jackowski z zespołu Maanam
  - „Raz-dwa, raz-dwa” z repertuaru Maanam
7. Kobranocka
  - „Kocham cię jak Irlandię”
  - „Telefony” z repertuaru Republiki i Grzegorza Ciechowskiego
8. Ania Rusowicz
  - „Nie pukaj do moich drzwi” z repertuaru Niebiesko-Czarnych i Ady Rusowicz
  - „Duży błąd” z repertuaru Niebiesko-Czarnych i Ady Rusowicz
  - „Hej dziewczyno, hej” z repertuaru Niebiesko-Czarnych i Ady Rusowicz
  - „Za daleko mieszkasz miły” z repertuaru Niebiesko-Czarnych i Ady Rusowicz

## Koncert „Panna, madonna, legenda tych lat” – w hołdzie Ewie Demarczyk
Koncert był poświęcony Ewa Demarczyk. Polskie wokalistki zaśpiewały niektóre z jej piosenek. Całość poprowadził Marcin Kydryński, wyreżyserowała Magdalena Piekorz, a kierownictwem muzycznym zajął się Krzesimir Dębski.
W koncercie zaśpiewały:
1. Justyna Steczkowska – „Karuzela z madonnami”
2. Magdalena Kumorek – „Jaki śmieszny jesteś pod oknem”
3. Sonia Bohosiewicz – „O mój wymarzony”
4. Ania Dąbrowska – „Groszki i róże”
5. Anna Czartoryska – „Grande Valse Brillante”
6. Kinga Preis – „Tomaszów” (sama artystka podczas wykonania piosenki wzruszyła się aż do łez)
7. Kayah – „Pocałunki”
8. Katarzyna Groniec – „Skrzypek Hercowicz”
9. Marta Florek – „Na moście w Avignon”

## Kabareton „Kabaret Off”
W ostatnim wydarzeniu festiwalu zaprezentowały się młode, wschodzące kabarety. Show poprowadził Artur Andrus. Uczestnikami Kabaret Off-u byli:
- Kabaret Nowaki (Adrianna Borek, Tomasz Marciniak, Kamil Piróg)
- Liquidmime (Jim Williams, Anna Wojtkowiak)
- Kabaret Jurki (Agnieszka Litwin, Wojciech Kamiński, Przemysław Żejmo)
- Kacper Ruciński
- Kabaret Ciach (Janusz Rewers, Małgorzata Czyżycka, Tomasz Kowalski, Leszek Jenek)
- Kabaret Made in China (Sławomir Kaczmarek, Marcin Król, Katarzyna Sobieszek, Artur Walaszek)
- Kabaret Szarpanina (Marek Juszkiewicz, Marcin Pawłowski, Grzegorz Dolniak, Mariusz Łucyk)